# Manchar
Manchar es una  ciudad censal situada en el distrito de Pune en el estado de Maharashtra (India). Su población es de 18876 habitantes (2011). Se encuentra a 59 km de Pune.

## Demografía
Según el censo de 2011 la población de Manchar era de 18876 habitantes, de los cuales 9643 eran hombres y 9233 eran mujeres. Manchar tiene una tasa media de alfabetización del 89,66%, superior a la media estatal del 82,34%: la alfabetización masculina es del 93,27%, y la alfabetización femenina del 85,91%.